# Acridoderes
Acridoderes es un género de saltamontes de la subfamilia Cyrtacanthacridinae, familia Acrididae. Este género se distribuye en África.

## Especies
Las siguientes especies pertenecen al género Acridoderes:
- Acridoderes arthriticus (Serville, 1838)
- Acridoderes coerulans (Karny, 1907)
- Acridoderes crassus Bolívar, 1889
- Acridoderes laevigatus Bolívar, 1911
- Acridoderes renkensis (Karny, 1907)
- Acridoderes sanguinea (Sjöstedt, 1929)
- Acridoderes strenuus (Walker, 1870)
- Acridoderes uvarovi (Miller, 1925)